# Шишкино (Кировоградская область)
Ши́шкино (укр. Шишкине) — село в Анновской сельской общине Новоукраинского района Кировоградской области Украины.
Население по переписи 2001 года составляло 732 человека. Почтовый индекс — 27167. Телефонный код — 5251. Код КОАТУУ — 3524087201.